# Artur Rosenauer
Artur Rosenauer (* 8. Mai 1940 in Sitzendorf an der Schmida, Niederösterreich) ist ein österreichischer Kunsthistoriker. Er war Professor für Kunstgeschichte an der Universität Wien und Obmann der Kommission für Kunstgeschichte der Österreichischen Akademie der Wissenschaften.

## Leben
1958 begann Rosenauer das Studium der Kunstgeschichte und Klassischen Archäologie an der Universität Wien bei Otto Pächt, Otto Demus, Karl Maria Swoboda und Fritz Eichler. Daneben absolvierte er 1959 bis 1962 den dreijährigen Kurs am Institut für Österreichische Geschichtsforschung und ist seit 1962 dessen Mitglied. 1964 wurde er mit einer Arbeit über Domenico Ghirlandaio zum Dr. phil. promoviert und wurde Assistent am Kunsthistorischen Institut der Universität Wien. 1973 habilitierte er sich mit einer Arbeit über den frühen Donatello, die 1975 in Buchform erschien. Nach längeren Forschungsaufenthalten in Florenz (1963, 1968/69 und 1977/78), Rom (1971), London (1967) und Washington (1984 und 1993) erfolgte 1977 seine Ernennung zum Außerordentlichen Professor. 1982 wurde er zum Ordinarius für Kunstgeschichte an der Universität Wien ernannt, seit 1990 war er korrespondierendes, seit 1998 ist er wirkliches Mitglied der Österreichischen Akademie der Wissenschaften.
Von 1994 bis 2004 war er als Herausgeber der Wiener Jahrbuches für Kunstgeschichte tätig. Rosenauers Forschungstätigkeit konzentriert sich auf die Bereiche Wiener Schule der Kunstgeschichte, Europäische Malerei und Skulptur des 15. und 16. Jahrhunderts, Spätgotik und Renaissance in Österreich. Kulturpolitisch engagierte er sich an der Seite von Ernst Gombrich beim internationalen Kunsthistorikerprotest gegen die kontroverse Variante des Ortner-Projektes für ein MuseumsQuartier im ehemaligen Wiener Messepalast (mit hohen Baumassen und Leseturm). Rosenauer wurde emeritiert per 30. September 2008. 2014 erhielt er einen Würdigungspreis des Kardinal-Innitzer-Preises.

## Veröffentlichungen (Auswahl)
- Studien zu Donatello. Skulptur im projektiven Raum der Neuzeit. Holzhausen Verlag, Wien 1975 (zugl. Habilitationsschrift, Universität Wien 1973).
- Der Albrechtsmeister. In: Floridus Röhrig (Hrsg.): Der Albrechtsaltar und sein Meister. Edition Tusch, Wien 1981, ISBN 3-85063-109-5, S. 97–122[2]
- Donatello. L'opera completa. Electa Editrice, Milano 1993, ISBN 88-435-4226-5.

Daneben publizierte Rosenauer zahlreiche Aufsätze und Rezensionen.